# John Sutherland (Chemiker)

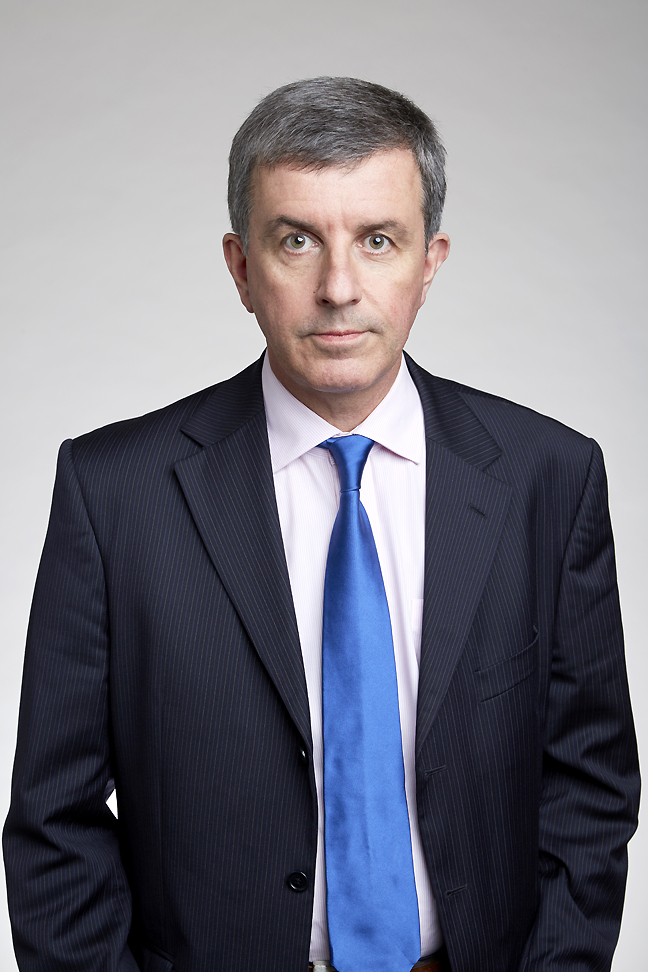
John Sutherland, 2017

John David Sutherland (* 24. Juli 1962) ist ein britischer Chemiker, bekannt für Untersuchungen über den Ursprung des Lebens.
Sutherland studierte Chemie an der Universität Oxford (Lincoln College) mit dem Bachelor-Abschluss 1984, war als Kennedy Scholar an der Harvard University bei Jeremy Knowles und wurde bei Jack Baldwin am Balliol College der Universität Oxford promoviert. Danach war er Junior Research Fellow und schließlich University Lecturer in organischer Chemie in Oxford. 1998 wurde er Professor für Biochemie an der Manchester University und 2010 ging er als Gruppenleiter in das Labor für Molekularbiologie des Medical Research Council in Cambridge. Seit 2013 ist er Simons Investigator.
Sutherland konnte einen möglichen Weg des Selbstaufbaus von Ribonukleotiden mit  Pyrimidin aufzeigen, das in der Hälfte der Nukleinbasen von DNA und RNA verwendet wird (in der anderen Hälfte wird Purin verwendet). Er forscht auch an ähnlichen Mechanismen für die Purin-haltigen Nukleinbasen und der Entstehung des genetischen Codes.
2014 erhielt er die Darwin-Medaille. 2011 erhielt er den Tilden Prize der Royal Society of Chemistry und 2009 den Max Tishler Prize in Harvard. 2012 gewann er mit Matthew Powner die Origin of Life Challenge, die 2011 vom kalifornischen Unternehmer und Chemiker Harry Lonsdale ausgesetzt worden war. 2017 wurde Sutherland in die Royal Society gewählt. 2025 erhielt er den NAS Award in Early Earth and Life Sciences.

## Schriften
- mit Matthew W. Powner, Beatrice Gerland: Synthesis of activated pyrimidine ribonucleotides in prebiotically plausible conditions, Nature, Band 459, 2009, S.  239–242. PMID 19444213.
- mit Matthew W. Powner, J. W. Szostak: Chemoselective multicomponent one-pot assembly of purine precursors in water, J Am Chem Soc, Band 24, 2010, S. 16677–16688.
- mit Matthew W. Powner: Prebiotic chemistry: a new modus operandi, Phil. Trans. R. Soc. B, Band 366, 2010, S. 2870–2877
- mit B. H. Pate., C. Percivalle, D. J. Rison, C. D. Duffy: Common origins of RNA, protein, and lipid precursors in a cyanosulfidic protometabolism, Nature Chemistry, Band 7, 2013, S. 301–307, PMID 25803468